# Olios giganteus
La araña cazadora gigante (Olios giganteus) es un arácnido perteneciente a la familia Sparassidae, del orden Araneae. Esta especie fue descrita por Keyserling en 1884. El nombre del género Olios se deriva del griego y significa siniestra y mortal, aunque esta araña no es en realidad mortal para el ser humano; el nombre de la especie proviene de la palabra latina “giganteus” que significa grande, gigante.

## Clasificación y descripción
Es una araña perteneciente a la familia Sparassidae, del orden Araneae. Son arañas de gran tamaño, llegando a alcanzar los 5 cm. de longitud sin contar las patas; son bastante rápidas y nerviosas. Su color es en general café claro o grisáceo, siendo un poco más oscuro en la región del prosoma; tienen ocho ojos, acomodados en dos hileras de cuatro, una sobre otra; el opistosoma en la parte dorsal presenta una mancha oscura central en forma de “Y”, la cual está flanqueada por algunos puntos oscuros; las patas son laterígradas, como los integrantes de la familia Sparassidae, por lo que se ubican pegadas a las superficies. No tejen telaraña, para cazar utilizan sus fuertes quelíceros y gran rapidez.

## Distribución
Se distribuye en Estados Unidos y México.

## Ambiente
Es de ambiente terrestre. Se pueden encontrar en ambientes áridos y semidesérticos, pero también se tienen registros de estas arañas en zonas urbanas, con condiciones ambientales más húmedas y frías.

## Estado de conservación
Hasta el momento en México no se encuentra en ninguna categoría de protección, ni en la Lista Roja de la IUCN (International Union for Conservation of Nature) ni en CITES (Convención sobre el Comercio Internacional de Especies Amenazadas de Fauna y Flora Silvestres).